# Mosillus subsultans
Mosillus subsultans är en tvåvingeart som först beskrevs av Fabricius 1794.  Mosillus subsultans ingår i släktet Mosillus och familjen vattenflugor. Arten är reproducerande i Sverige. Inga underarter finns listade i Catalogue of Life.